# Merrily Yours
Merrily Yours är en amerikansk långfilm från 1933 i regi av Charles Lamont med Shirley Temple i huvudrollen.

## Handling
Sonny är en utstött high school-kille. En dag flyttar en vacker tjej in i grannhuset. Sonny bjuder ut henne, men först måste han få sin femåriga lillasyster att somna.

## Om filmen
I filmen gör Shirley Temple sin första stora roll i en långfilm som lillasystern Mary Lou.